# Параграфос

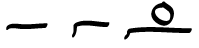
варіант параграфоса ―

Параграфос (дав.-гр. παράγραφος, Parágraphos, від пара- «ряд», і графос- «писати» ― рядопис) ― знак в древньогрецькій пунктуації, який відзначав поділ в тексті (як між колонками в діалозі або драмі).  
Існує безліч варіантів цього символу, іноді вважається, що вони розроблені із грецької гами ( Γ ), перша буква слова graphos. Зазвичай його розміщували на початку рядка і трохи відставали під текстом або над ним. 
На це посилався Аристотель, який зневажав його використання. 
Unicode кодує кілька версій:
- - U+2E0F ⸏ PARAGRAPHOS (HTML &#11791;)
  - U+2E10 ⸐ FORKED PARAGRAPHOS (HTML &#11792;)
  - U+2E11 ⸑ REVERSED FORKED PARAGRAPHOS (HTML &#11793;)